# Love Light in Flight
Love Light in Flight è un singolo scritto e interpretato da Stevie Wonder per la colonna sonora del film del 1984 La signora in rosso.

## Tracce
1. Love Light in Flight (single version) – 4:36
2. It's More Than You (instrumental) – 3:15

## Formazione
- Stevie Wonder - voce, sintetizzatore, batteria
- Lenny Castro - conga

## Classifiche
| Classifica (1984)       | Posizione più alta |
| ----------------------- | ------------------ |
| U.S. Billboard Hot 100  | 17                 |
| U.S. R&B Chart          | 4                  |
| U.S. Adult Contemporary | 10                 |
| Regno Unito             | 44                 |